# Chur–Arosa-vasútvonal
A Chur–Arosa-vasútvonal, más néven Arosabahn, Arosalinie, Aroserbahn vagy Aroserlinie (mindegyik jelentése Arosa-vasút vagy Arosa-vonal) egy 1000 mm-es nyomtávolságú, 25,7 km hosszúságú, egyvágányú, 11 kV 16,7 Hz-cel villamosított vasútvonal Svájcban Chur és Arosa között, amely a Rhétai Vasút (németül: Rhätische Bahn; RhB) tulajdonában és üzemeltetésében van. A vonalat 1914-ben a Chur-Arosa-Bahn (szó szerint: Chur-Arosa vasút; ChA) építette, hogy összekösse Graubünden kanton fővárosát, Churt Arosa fürdővárossal. 1942 óta az RhB hálózatába van integrálva. Az egykori társaság nevét ma is használják a vonal elnevezésére.

## Az útvonal leírása

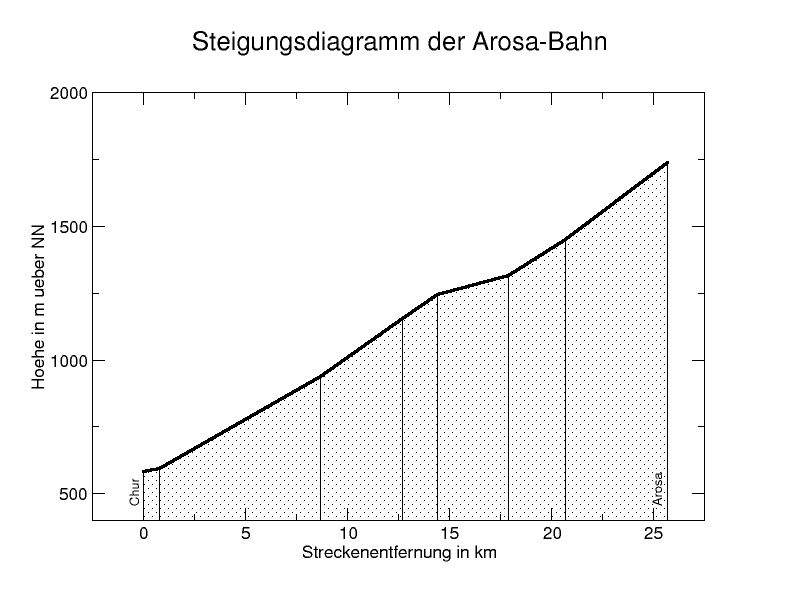
Magasság diagram

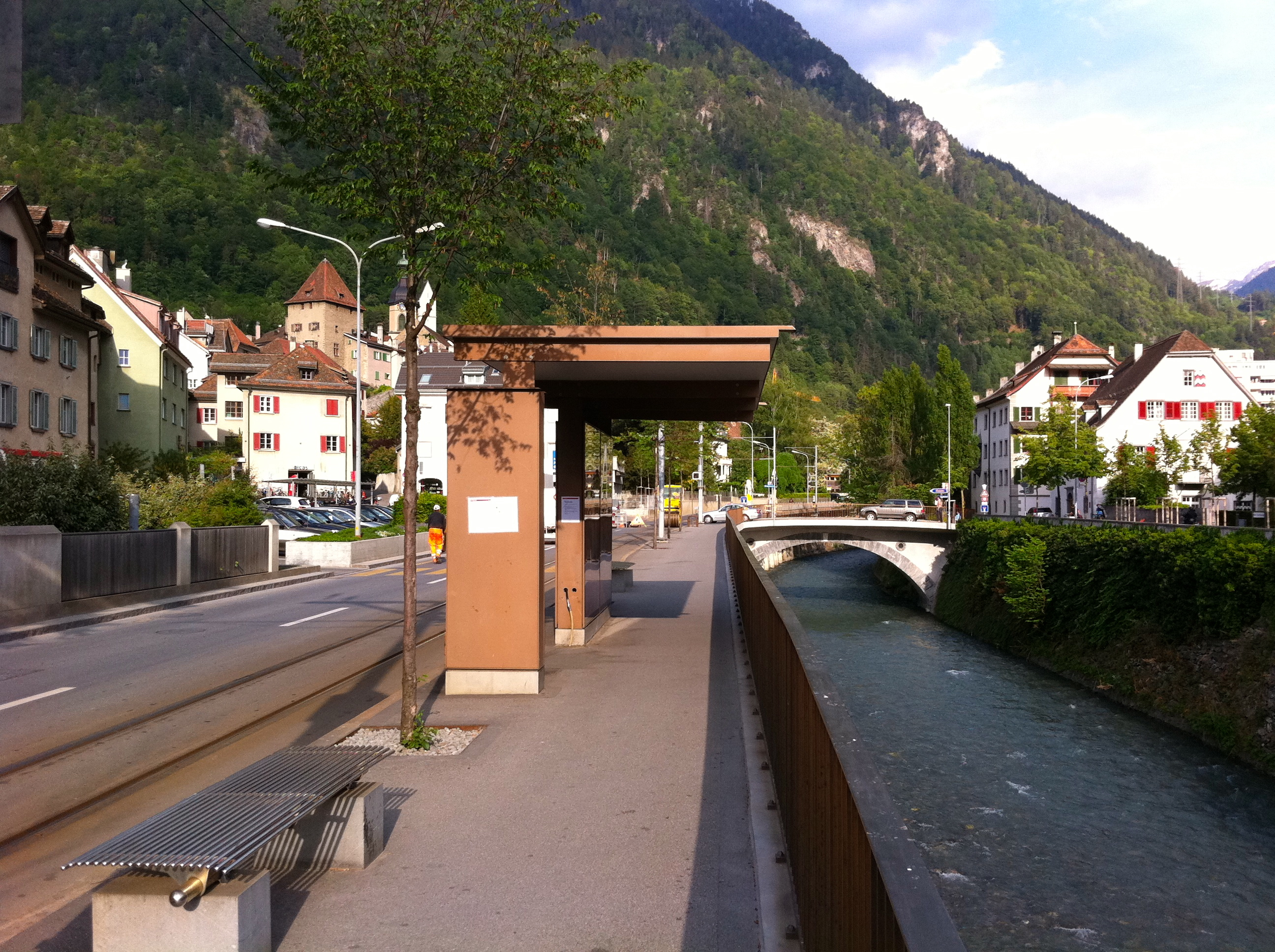
Chur Altstadt megállóhely Plessurquai-nál

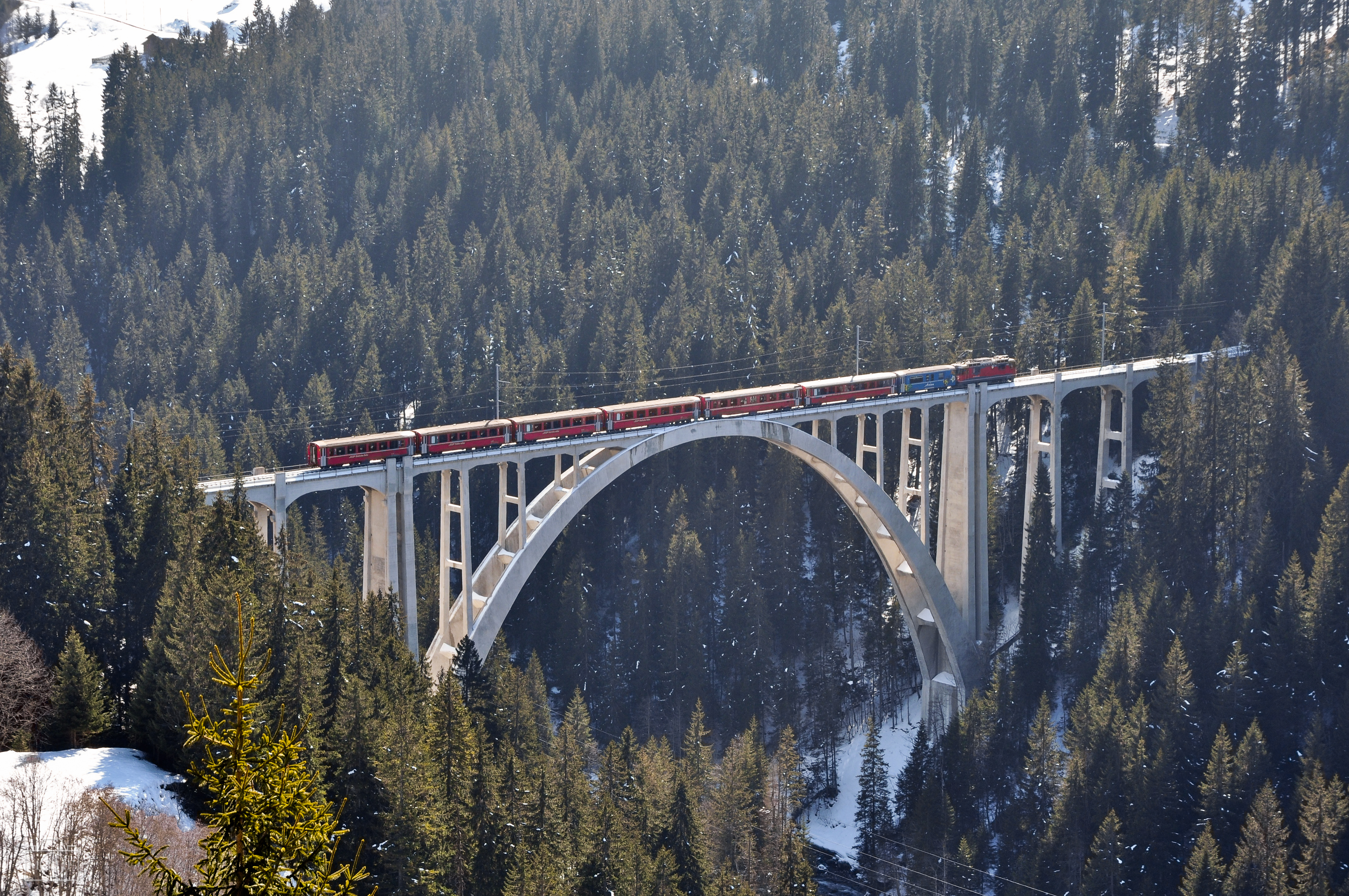
A Langwies-viadukt, az Arosa-vasút nevezetessége.

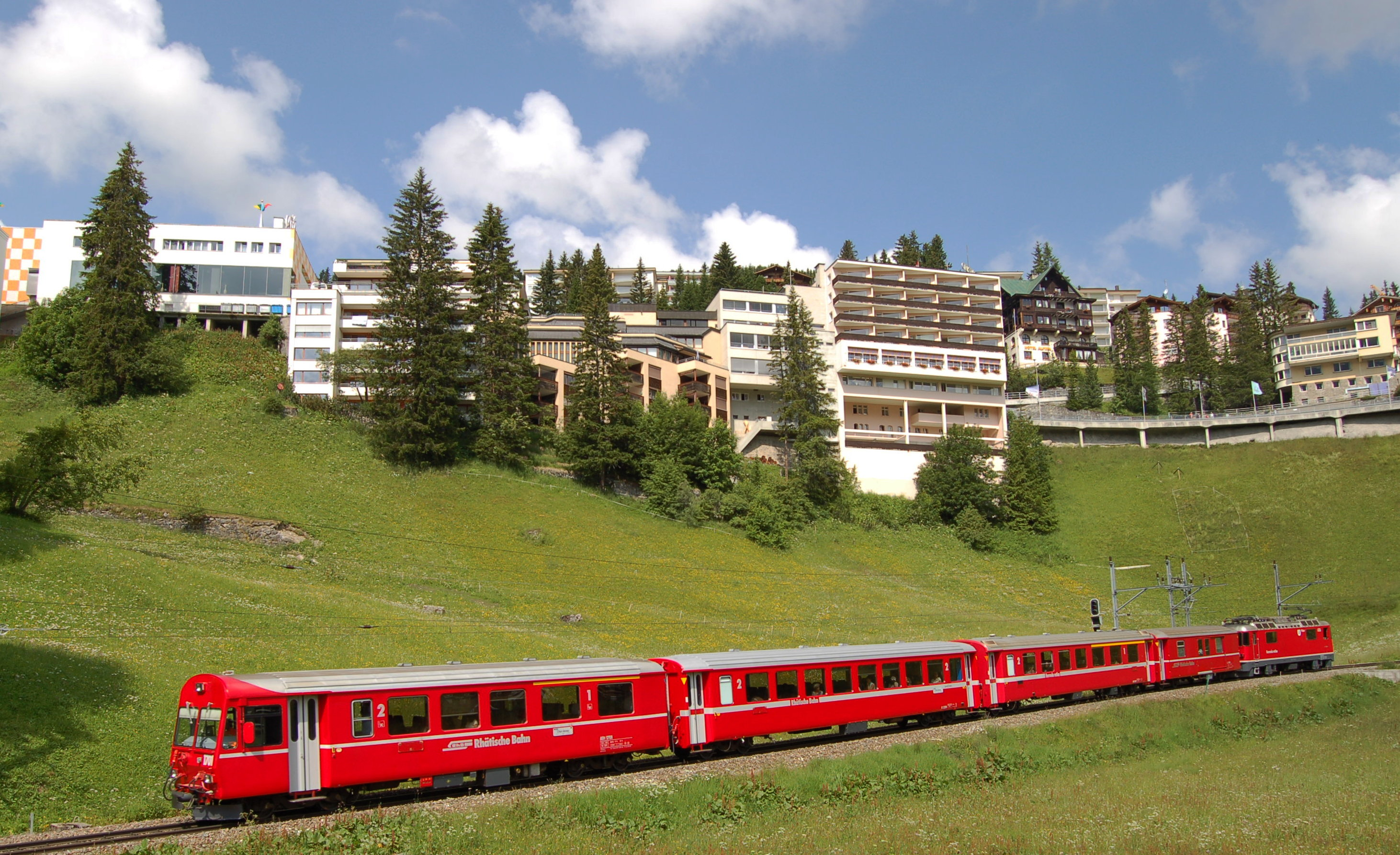
Az Arosa Untersee (alsó tó) medencéjében

A mellékvonal a Chur vasútállomás előtti térről indul, ahol az Arosába tartó vonatok az 1. és 2. vágányt használják, amelyekhez egy-egy külső peron csatlakozik. Egy vágány csatlakozik a Landquart–Thusis-vasútvonalhoz, bár ezt csak a Landquart főműhelybe tartó vagy az onnan érkező gördülőállomány mozgatására használják.
A vasútvonal Chur város területén halad át, kezdetben két vágányon. Ez a szakasz a villamosvasúthoz hasonló, és Phoenix sínekből áll. Egy ponton a vonal egy körforgalmon halad át. Körülbelül fél kilométer után a vonal egyvágányúvá válik, mielőtt keresztezné a Grabenstrasse-t. Nem sokkal később eléri a Plessur jobb partját, majd valamivel később Chur Altstadtot a történelmi központ közelében, amely ma a vonal egyetlen megállóhelynek minősülő állomása. Röviddel Chur elhagyása előtt Sand külvárosában balra található a Sand depó és műhely. Ma egy pályaépítő cég járműveinek tárolására szolgál, de egy része még mindig használható keresztezési helyként.
A vonal körülbelül 1,6 km-rel később hagyja el az útpályát. Néhány száz méteren keresztül most az úttól jobbra halad a Vignoles síneken, amíg a vonal el nem éri Chur-Sassal egykori megállóhelyét, amelyet 2001-ben bezártak. Közvetlenül ezután a vonal keresztezi Chur város határát, ahonnan a vasútvonal az úttól teljesen függetlenül, hegyi vasútként halad felfelé a Schanfigg-völgybe.
A vonal további része számos mélyépítési műtárgyat tartalmaz, köztük összesen 41 hidat, 19 alagutat és 12 lavinavédő galériát. A legnagyobb műtárgyak a Langwieser viadukt, a Gründjitobel viadukt - mindkettő az egykori Langwies község területén - és a Castielertobel viadukt Calfreisen és Castiel között. A leghosszabb alagút a 399 m hosszú Lüener Rüfe alagút.
A vonal teljes hosszában összesen 1155 métert emelkedik, és egyszer keresztezi a Plessurt, háromszor pedig a Schanfiggerstrasse-t (Schanfigg út). A vonal Lüen-Castiel, St. Peter-Molinis, Peist, Langwies és Litzirüti öt közbenső állomását szolgálja ki, mielőtt a vonal eléri a Churtól 25,681 km-re fekvő Arosa végállomást az Obersee (felső tó) partján. Untersaxnál és Haspelgrube-nál két további átkelőhely van.

## Forgalom
A vonatok alig több mint egy óra alatt teszik meg az utat. Litzirüti és Langwies kivételével minden közbenső állomás feltételes megállóhely. A Regio-járatok óránként közlekednek, a menetrend három szerelvényt igényel. A menetrend szerint Lüen-Castielben és Litzirütiben keresztezik egymást.
A Regio vonatokon kívül a téli szezonban két további RegioExpress vonatpár közlekedik, amelyek nem szolgálják ki az összes közbenső megállót. A nyári szezonban két regionális járatpár közlekedik; ezek jó idő esetén nyitott nyári kocsikat is tartalmaznak.
A vonalon a teherforgalom számára is vannak kiosztott menetvonalak, de a tehervonatok csak akkor közlekednek, ha jelentős igény van rá. A tehervagonokat általában személyvonatokhoz csatolják.
A személyforgalom az elmúlt években évente mintegy 400 000 utat tett ki. Az Arosa vasút évente több mint 50 000 tonna árut szállít - főként fa, kavics, homok és cement formájában.

## Története

### Projektek és előkészítő munka
A Chur és Arosa közötti vasútvonalra vonatkozó első javaslatok a huszadik századforduló környékén születtek, amikor felismerték, hogy az 1890-ben elkészült Schanfiggerstrasse nem lesz képes megbirkózni a gyorsan fejlődő Arosa fürdőhelyre irányuló forgalommal. A helyi fürdőorvos, Carl Rüedi volt az első, aki koncessziót kért a vasútvonal megépítésére. St. Peterben 1901. február 9-én találkozót tartottak a Schanfigg-érdekeltségekkel. Úgy tervezték, hogy a vonalat a kantoni út mentén vezetik, miután azt kiszélesítették, néhány szakaszon külön vágányon, nehéz helyeken alagutakon keresztül. A végállomást a Hubelwiese-en, a Hotel Hof Arosa mellett építették volna meg. Rüedi 1901 júniusában bekövetkezett váratlan halála után koncessziója lejárt, és terveit nem folytatták tovább.
A churi mérnök, Robert Wildberger és kollégája, Englert 1903 januárjában új koncessziót kértek egy Arosa felé vezető villamosított vasút építésére. Kérelmük számos más, időközben benyújtott kérelemmel versenyzett. A legjelentősebb ellenjavaslat a zürichi Müller, Zeerleder, Gobat & Thomann cégtől érkezett, amely később a Gründjitobeli viaduktot építette. Három különböző lehetőséget javasolt, az első egy 23,4 km hosszú, a Plessur bal oldalán futó vonalra vonatkozott. A második lehetőség 21,5 km hosszúsággal Passugg, Tschiertschen és Litzirüti érintésével vezetett volna Arosáig. A harmadik lehetőség lényegében a Schanfiggerstrasse-t követte volna egy 28 km hosszú útvonalon. Az utóbbi két lehetőség a lejtő leküzdésére fogaskerekű vasutat irányzott elő, amit az arosai önkormányzat által megbízott Moser zürichi főmérnök kifejezetten nem javasolt.
Tekintettel a völgy településeinek eltérő érdekeire, a korábbi koncessziós pályázók 1905 márciusában összefogtak, hogy közös tanulmányt készítsenek három különböző lehetőségről. Mindhárom javaslat a churi állomás előteréből indult, nyugat felé haladt, Welschdörfli városrész közelében keresztezte a Plessurt, a Rosenhügel alatt egy 500 m hosszú alagúton keresztül haladt, és Bodmergutban volt az első megállóhelye. Végül 1907 októberének végén egy módosított terv született, amelyet később ugyan megvalósítottak, de az arosai városi közgyűlés kezdetben elutasított. Az arosai végállomás helye különösen vitatott volt. Ennek következtében az arosai önkormányzat először úgy döntött, hogy alaposabban megvizsgálja a Churwaldnerlinie (Churwaldnerlinie) társaság másik javaslatát, amely egy Churból Passugg, Malix és Parpan érintésével Arosáig tartó vonalra vonatkozott volna, amely később esetleg Lenzerheide-be is eljuthatott volna. Ennek a 32 km hosszúságú projektnek a lényege egy, az Urdenfürggli és a Hörnli-hegység alatt a Wasserboden-tóhoz vezető, 2100 m magasan fekvő alagút volt, amelynek végállomása Innerarosában, a Bergkirchli (templom) közelében lett volna. A koncessziós kérelmet 1908. október 15-én nyújtották be.
Ezt követően elhúzódó verseny alakult ki a Wildberger & Co. tervezete között, amelyet újra átdolgoztak, és amelyet a Schanfigg-völgyi települések előnyben részesítettek, valamint az Ahlsfeld & Spyri javaslata között, amely kezdetben Chur város támogatását is élvezte. Rövid ideig egy másik, Tschiertschenen keresztül megvalósuló projekt is szóba került. Egy 1909 decemberében tartott, a továbblépés módját meghatározó konferencia után Chur város tanácsa a Wildberger tervét támogatta, ami Arosában is véleményváltozást okozott, és a Churwalden-vonal koncessziós kérelmének visszavonásához vezetett. Ennek ellenére egy churi mérnök, Versell, egy új, 24 kilométeres lehetőséget javasolt, az úgynevezett Lenzerheidebahnt Malixon, Praden, Tschiertschen és az Ochsenalp alatt az Obersee-ig. Bár ez a javaslat bizonyos fokú támogatást élvezett Arosában, attól kezdve a Wildberger-féle javaslat finanszírozására összpontosított, amely egy tisztán adhéziós vasutat irányzott elő, legfeljebb 6,0%-os emelkedéssel. 1910 márciusában tárgyalásokat folytattak az arosai állomás helyéről, és optimalizálták az útvonalat. Mivel az RhB gördülőállománya képes lett volna a vonalon közlekedni, a minimális ívsugarat 60 méterben határozták meg.

## A ChA alapítása és az építkezés
Még mielőtt a vasút finanszírozása véglegesen biztosított lett volna, a ChA-t 1911. július 15-én ideiglenesen megalakították, és 1912. július 4-i közgyűlésén 7,6 millió svájci frank alaptőkével hivatalosan is megalapították Churban. Graubünden kanton kezdettől fogva többségi részvényes volt. Gustav Bener, akit főmérnöki megbízással bíztak meg, és a Wildberger vállalat megoldotta a még nyitott kérdéseket, és 1912. március 4-én jóváhagyásra benyújtotta a terveket a Graubünden kantonnak. Az építkezés 1912. augusztus 1-jén kezdődött meg Bener és helyettese, Hans Studer, a wieseni viadukt építője irányításával. Mivel Chur városa ezzel egy időben villamosvonal építését tervezte, javasolta, hogy az Arosa és Sassal közötti útvonalat a városon keresztül vezessék. A Rosenhügelel alagút és a Plessur felett átívelő két híd megszüntetésével a ChA mintegy 150 000 svájci frankkal csökkentette az építési költségeket. A pályát négy részre osztották, amelyek összesen mintegy 1000 munkást foglalkoztattak. Az instabil terep megnehezítette az építkezés irányítását, ami miatt az eredeti, 1914. november 15-i megnyitási dátumot el kellett halasztani.

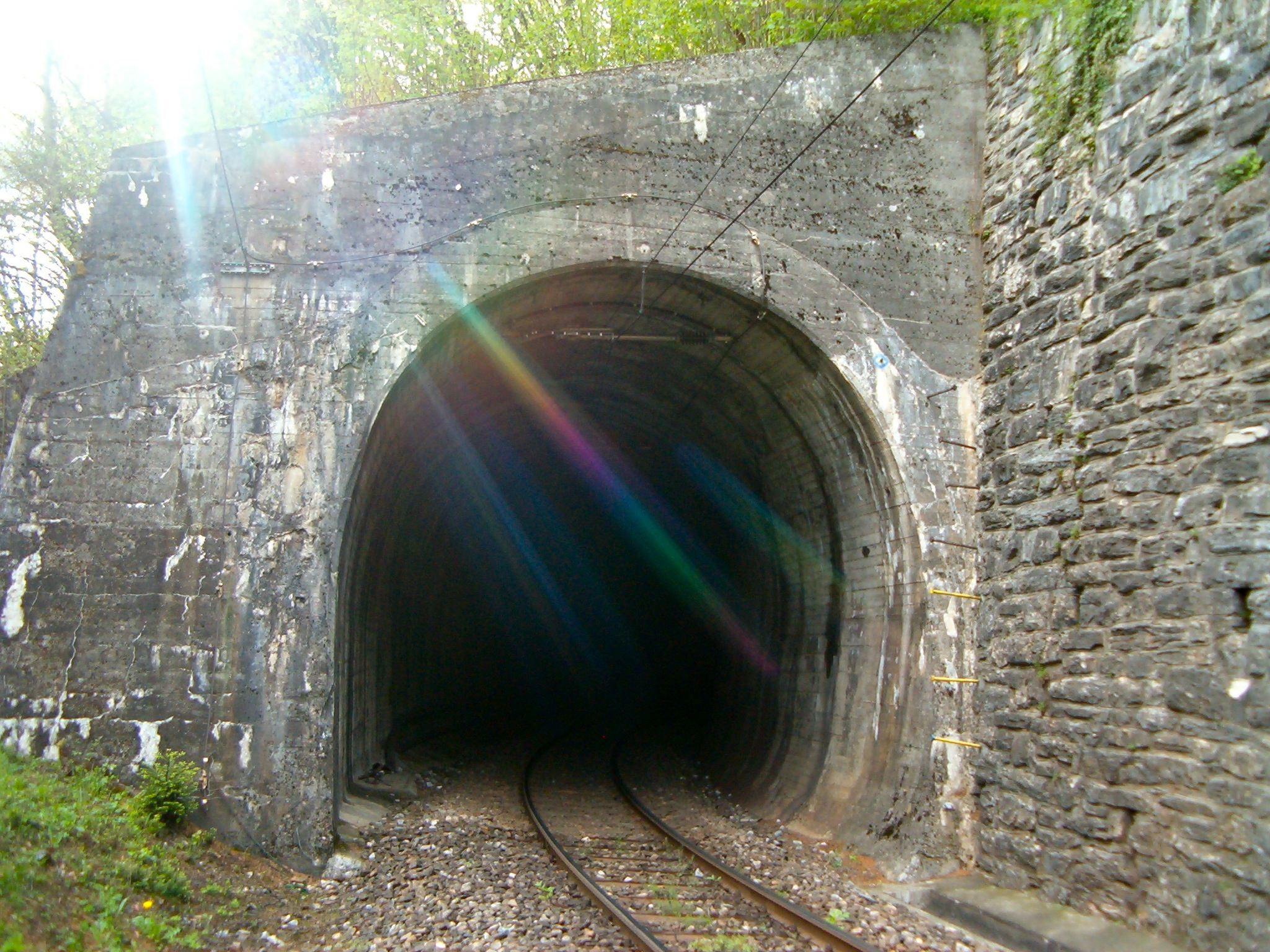
A meghosszabbított Spundascha alagút keleti portálja, amelyet a nagy talajnyomás miatt betonból építettek

1913 novemberében a Dorfbach-hídnál leomlott egy támfal; a meglévő acélgerendás hidat három szegmenssel bővítették, amely ennek következtében 60 méter sugarú ívben feküdt. 1914 februárjában egy támfal leomlása után 740 köbméternyi töltés omlott össze a sínekkel együtt. 1914 márciusában a Sassal III alagút keleti portáljánál a sínek elmozdultak. 1914 áprilisában a Nesslaries-alagút kupolája deformálódott, és a Bärenfalle-alagút boltozata beomlott. A 4,7. és 5. km között a talajt stabilizálni és lecsapolni kellett. Ezenkívül a 148 méter hosszú Spundscha alagút boltozata annyira deformálódott, hogy egy 216 méter hosszú kerülőalagutat kellett építeni. Ez az alagútépítés 1914. április 9-én kezdődött és mindössze öt hónapig tartott. Ez idő alatt a vonatok egy fából készült elkerülő hídon közlekedtek, amely 12 tonna tengelyterhelést tudott elbírni. A többi munkával ellentétben nem hagyták elmaradni a lüeni erőmű építését, amely a vasútvonalat és Chur városát is villamosenergiával kívánta ellátni. A nehéz terepviszonyok mellett az első világháború kezdetén az általános mozgósításra való felkészülés is komoly gondokat okozott, mivel számos építőmunkást és mérnököt katonai szolgálatra hívtak be. Ez különösen Hans Studert érintette, akinek le kellett mondania főmérnök-helyettesi posztjáról.
Minden nehézség ellenére a vonalat végül 1914. december 12-én, mindössze két évnyi építés után megnyitották. A kilométerenkénti 402 700 svájci frankos építési költségével a Chur-Arosa vonal volt a legdrágább a rhaeti vasúthálózaton.

## Üzemeltetés és karbantartás 1914-1988 / 1942-ben egyesülés az RhB-vel
A Chur és Arosa közötti út kezdetben 80-85 percig tartott. A ChA a szomszédos Rhétai Vasúttól eltérő villamosítási rendszert használt kék-fehér gördülőállományához, nevezetesen a ritka 2400 voltos egyenfeszültséget. Az 1930-as évek elején kicserélték az erősen elhasználódott síneket és meghosszabbították a mellékvágányokat. A Sassal I. és II. alagút között 1931-ben beton sziklaomlásbiztos védőtetőt építettek.

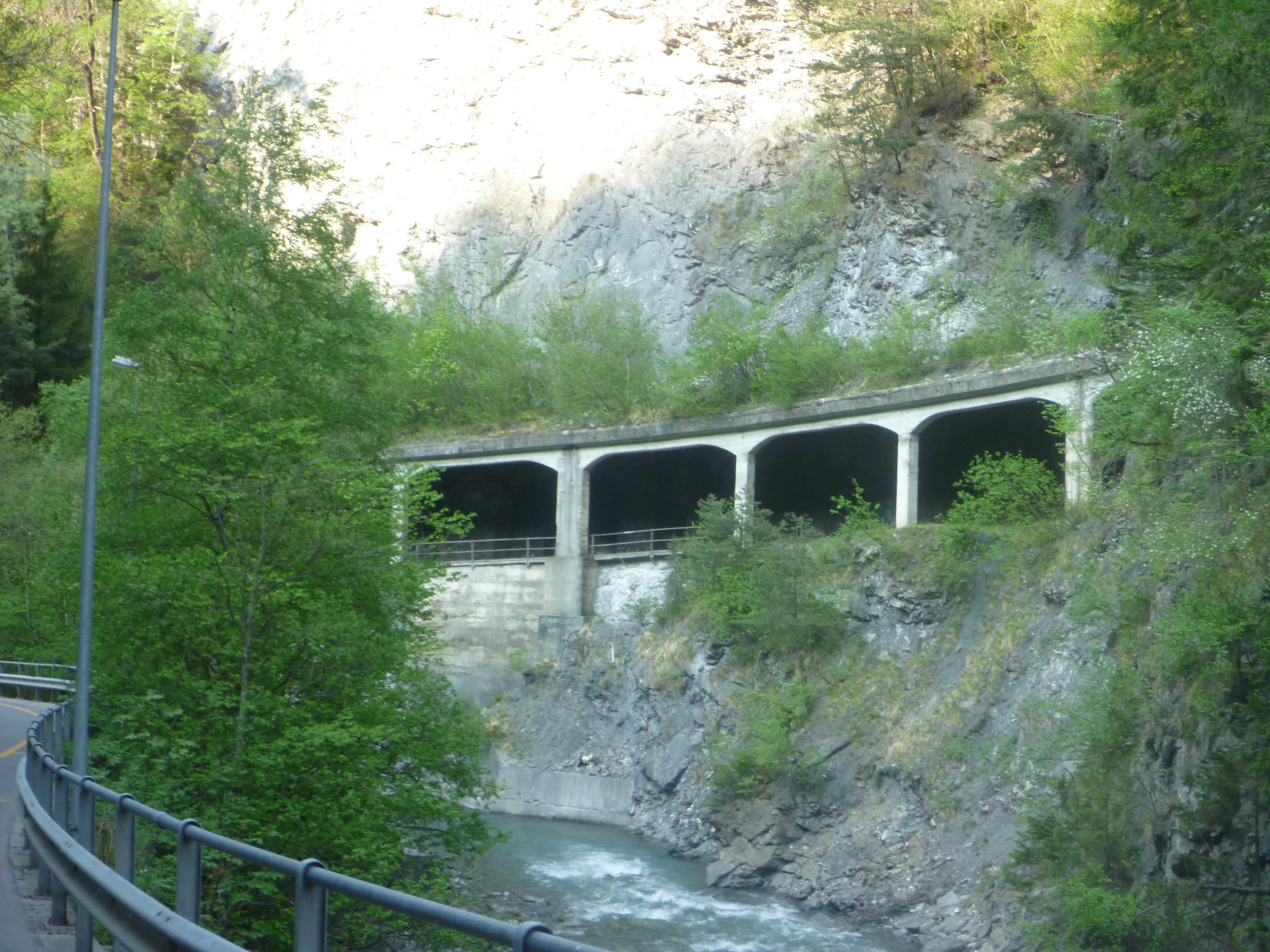
Sziklaomlás elleni védőtető Sassal felett

Az akkor még független Bernina-vasúttal ellentétben a Chur-Arosa vasút a kezdeti években pénzügyileg sikeres volt. A nagy gazdasági világválság, a második világháború és a személygépkocsikkal való növekvő verseny azonban azt eredményezte, hogy a vasút is gazdasági nehézségekbe került. A beruházásokat minimálisra kellett csökkenteni, ami a gördülőállomány korát tekintve problémás volt. Annak érdekében, hogy részesüljön a bajba jutott vasúttársaságok pénzügyi támogatásából, az Arosa-vasútnak össze kellett olvadnia a Rhaeti Vasúttal, mivel a háborús erőfeszítések szempontjából nem tartották fontosnak. A vállalatot ezért 1942-ben beolvasztották a Rhaeti Vasúthoz, a Bellinzona-Mesocco-vasúttal egy időben, és egy évvel azelőtt, hogy a Bernina-vasutat is beolvasztotta volna. Az RhB átvette az összes eszközt és kötelezettséget, valamint mind a 146 alkalmazottat. Ennek részeként megfontolás tárgyává tették az Arosa vonal egyfázisú váltóáramra való átállítását, és az építés alatt álló Ge 4/4 I fővonali mozdonyokat átalakították az esetleges új alkalmazáshoz. Ennek ellenére továbbra is a régi elektromos rendszerrel üzemeltették a vonalat. Az egyesülés évében kellett elvégezni a Castielertobel viadukt felújítását, az eddigi legnagyobb rekonstrukciós projektet.
A második világháború után három új egyenirányító rendszerrel ellátott alállomást építettek az áramellátás javítása érdekében Chur-Sandban, Lüen-Castielben és a Haspel-bányában. 1951-ben a Gitzistein-alagút mindkét oldalán galériát (lavinavédelem) kapott, 1956-ban pedig a Sassal II. és III. alagutat betongalériával kötötték össze. A Lüen-szakadékban (Lüener Tobel) egy híd támpillérének földcsuszamlások elleni biztosítására 1955-ben drótkötelekkel ellátott felfüggesztő szerkezetet szereltek fel a támpillér és a pillér közé. Tizenkét tonnás súlyhoz volt rögzítve, amely a pillérfejre hatott, és 50 tonna erővel tartotta azt a kívánt helyzetben.

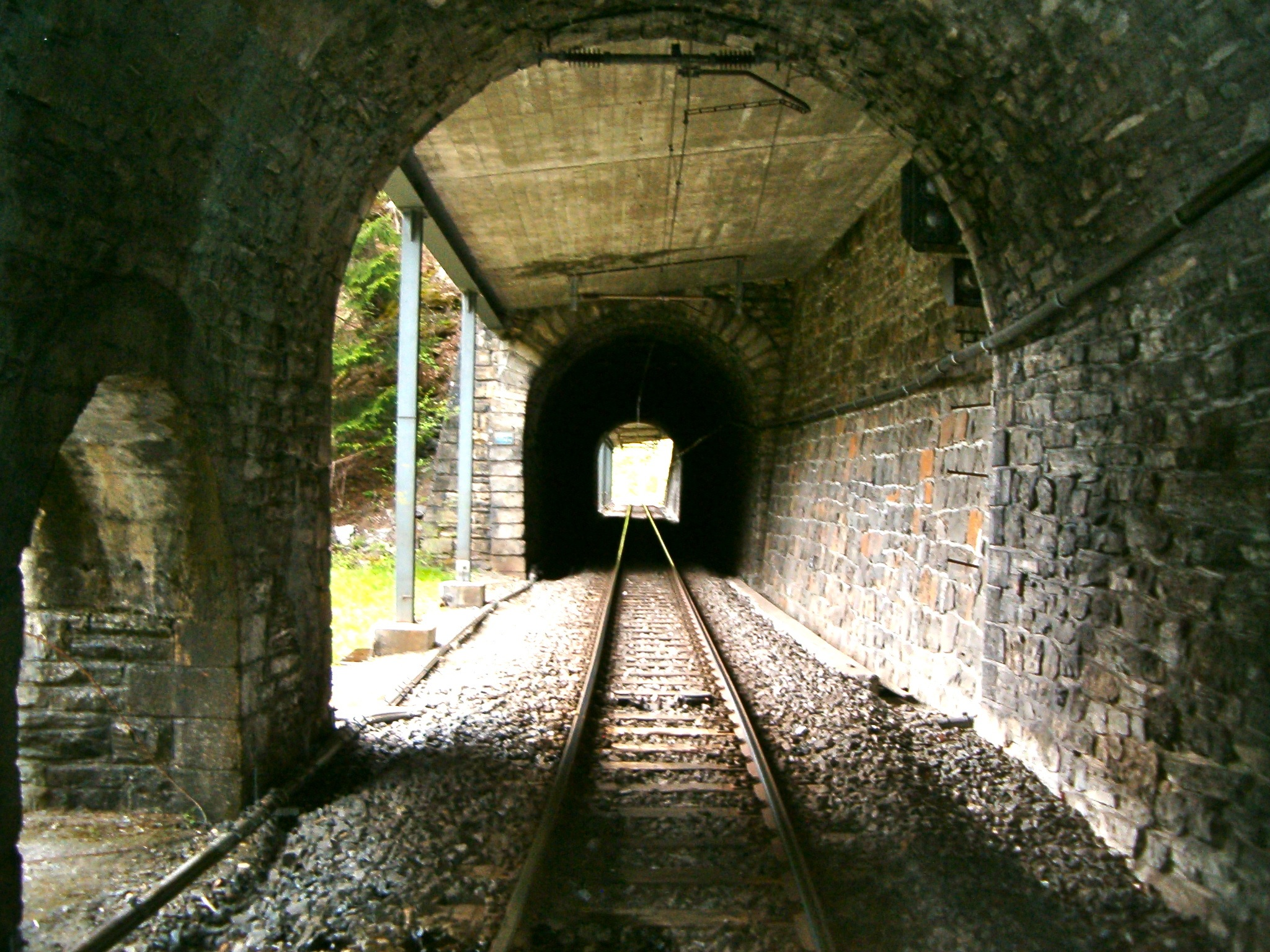
A Gitzistein alagút a védőtetővel

Az ingavonati közlekedést 1969-ben vezették be. Ezzel megszűnt a mozdony végállomásokon való körbejáratásának szükségessége, ami jelentős egyszerűsítést hozott az üzemeltetésben. Az automatikus blokkjelzést és a műveletek távvezérlését 1971. november 22-én vezették be a vonatok biztonságos üzemeltetése érdekében. Ezen kívül minden keresztezési hely és állomás további tolatási jelzést kapott.
1979 és 1981 között próbaszerűen gyorsvonatok közlekedtek Langwiesben megállás nélkül. Az időnyereség azonban jelentéktelen volt, ezért a megállást Langwiesben visszaállították. 1985-ben egy projekt tanulmány vizsgálta a vasút Lüenből történő áthelyezését egy új alagútba, hogy elkerüljék a Cuorra-alagút melletti földcsuszamlásokat. A vonatrádiót bevezették, és az állomásokon - kivéve Arosa, Chur és Langwies állomásokat - 1985-ben költségcsökkentési okokból megszüntették a személyzettel történő üzemeltetést. Az ismételt sziklaomlások után a Sassal III alagút 1986-ban 147 méter hosszú sziklafalvédelmet kapott. A Meiersboden-alagút alatti sziklaomlás-galériákat 1987-ben építették meg. Az ereszkedés maximális húzósúlyát 206 tonnában határozták meg.

### 1988 Chur metróállomás projekt

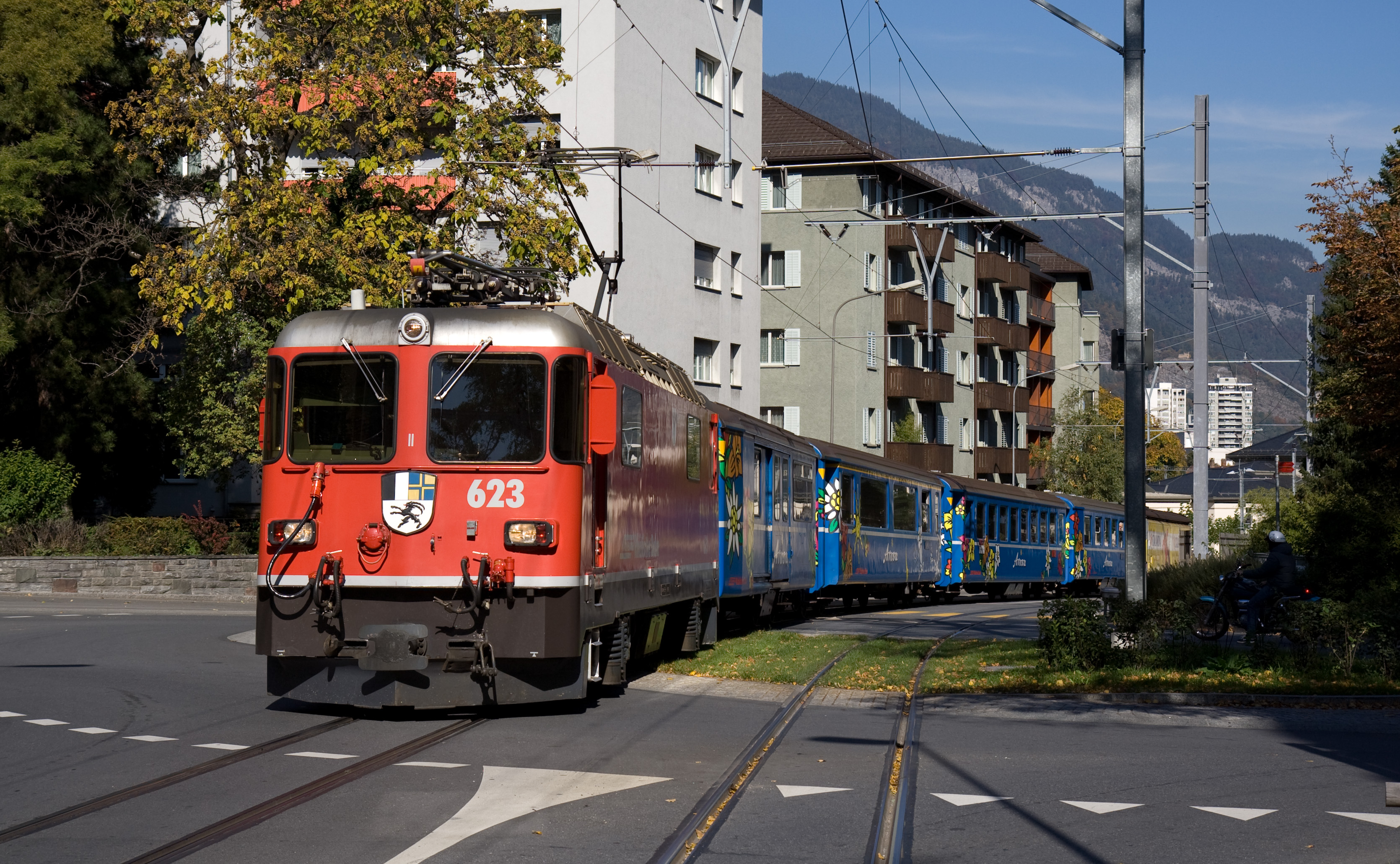
Kétvágányú átjáró az Engadinstrasse-Gäuggelistrasse körforgalomnál Churban

1988-ban a churi választók nagy többséggel jóváhagyták azt a projektet, amely egy háromvágányú földalatti állomást tartalmazott volna az Arosa vasút számára, valamint a 2836 méter hosszú Mittenberg-alagutat a churi állomás és Sassal között. A projektet, amely az Arosa vasútvonal 11 kilovoltos váltakozó áramra való tervezett átállítása során épült volna meg, 1996 őszén a garantált szövetségi hozzájárulás visszavonása miatt el kellett vetni. A tervezett vonal először kelet felé haladt volna, majd dél felé fordult volna a Mittenberg (hegy) mellett, hogy minél kevesebb épület alatt haladjon. Az új vonal egy része a szabadban épült volna meg, de nagy részét fúrt alagútban építették volna meg. Az új útvonal három perccel csökkentette volna a menetidőt, annak ellenére, hogy háromszáz méterrel hosszabb lett volna. A kapacitás növelése érdekében egy földalatti keresztezési helyet is terveztek. A peronokat úgy tervezték, hogy a jövőben akár 200 méter hosszú vonatok is közlekedhessenek. A projekt megépítése mintegy 310 millió svájci frankba került volna.
Alternatív megoldásként a Rhétai Vasút elhatározta, hogy javítja a közlekedési feltételeket a churi állomás környékén, és 2007. május 6-án befejezték a városi vonal fejlesztését, beleértve egy kétvágányú szakasz kiépítését is. A vonatok és a közúti járművek korábban helyenként frontálisan közelítették meg egymást.

### 1997-ben a váltakozó áramú vasúttal való újra-villamosítás
1997. november 29-én az Arosai Vasút villamosítási rendszerét a felsővezeték feszültségének 11 kilovoltos váltakozó áramra való átállításával, a vonal átfogó rehabilitációjával, az áramellátás felújításával és a használt járművek átalakításával kompatibilissé tették az RhB főhálózatával. Míg az előző 83 évben a vonal áramellátását az Arosa Energie (Lüen-i erőmű) biztosította, addig most egy új tápvezetéken keresztül a Reichenau-Tamins-i RhB alállomásról Chur állomásig és a városi vonalig. A Sand alállomás, amely a Sassal és Arosa közötti felsővezetéket táplálja, szintén a Plessur folyó medrében húzódó kábelen keresztül kapja az ellátást. Az újonnan kifejlesztett felsővezeték-, függesztési és áramellátási rendszer eredményeként az alagutakban és a vágatokban végzett költséges építési munkálatok - különösen a pálya süllyesztése - minimálisra csökkentek. A Lüener Rüfe, Steinboden, Clasauertobel, Bärenfalle és Cuorra alagutak profiljait könnyen hozzáigazították. Ezenkívül a pályán és az egyes hídszerkezeteken kiterjedt megerősítésekre volt szükség. A Sand depó az elektromos rendszer megváltoztatásával feleslegessé vált és bezárták. A teljes korszerűsítési költség, beleértve a gördülőállományba történő beruházást és a Szent Péter-Molinis állomáson a kitérő hurok meghosszabbítását, 58,3 millió svájci frankot tett ki, amelynek 96 százalékát a szövetségi kormány állta.

## Új alagútprojektek
Néhány éve már szóba került egy földalatti vasúti összeköttetés lehetősége a Schanfigg és Davos környéke között, miután már 1913-ban koncessziót adtak egy soha be nem fejezett vasútvonal megépítésére Arosa vagy Langwies és Davos között. Egy parlamenti kezdeményezés nyomán az Amberg Engineering AG 2010-ben a Grisoni kormány megbízásából elkészítette a Litzirüti és Davos közötti alagút építésének előzetes tervét, azonban a graubunden kormány a szűkös anyagiak miatt nem minősítette ezt a projektet prioritásnak.
Grisons kanton nagy tanácsának 2015. júniusi ülésén Rico Stiffler davosi parlamenti képviselő újbóli kérelmet nyújtott be, hogy Grisons kormánya támogassa a Schanfigg és Davos közötti vasúti alagút projektjét. Az Arosa és a Lenzerheide közötti Urdenbahn felvonó 2014-es megnyitása megerősítette az Arosa-Davos összeköttetés mellett szóló érveket.

## Galéria

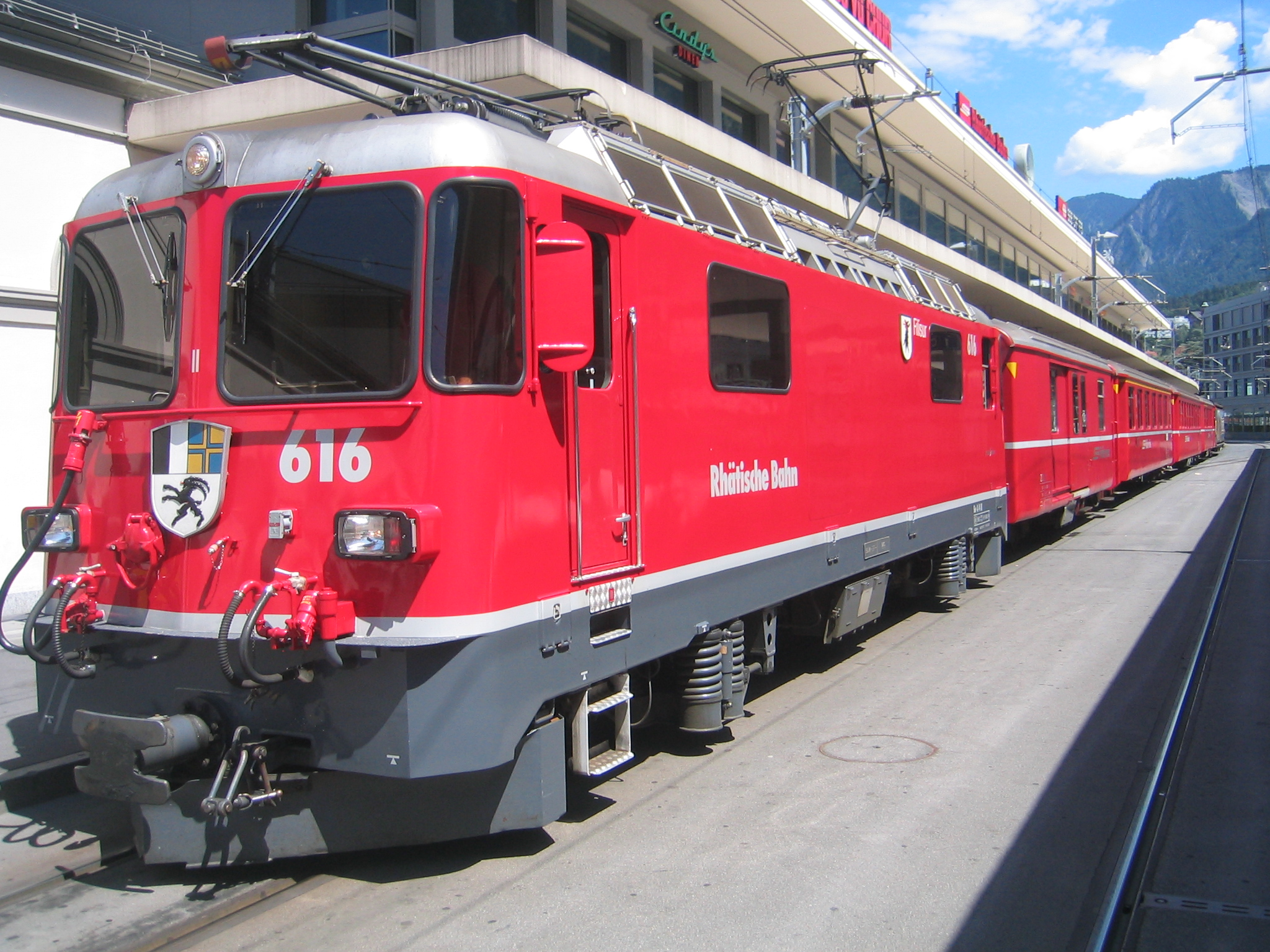
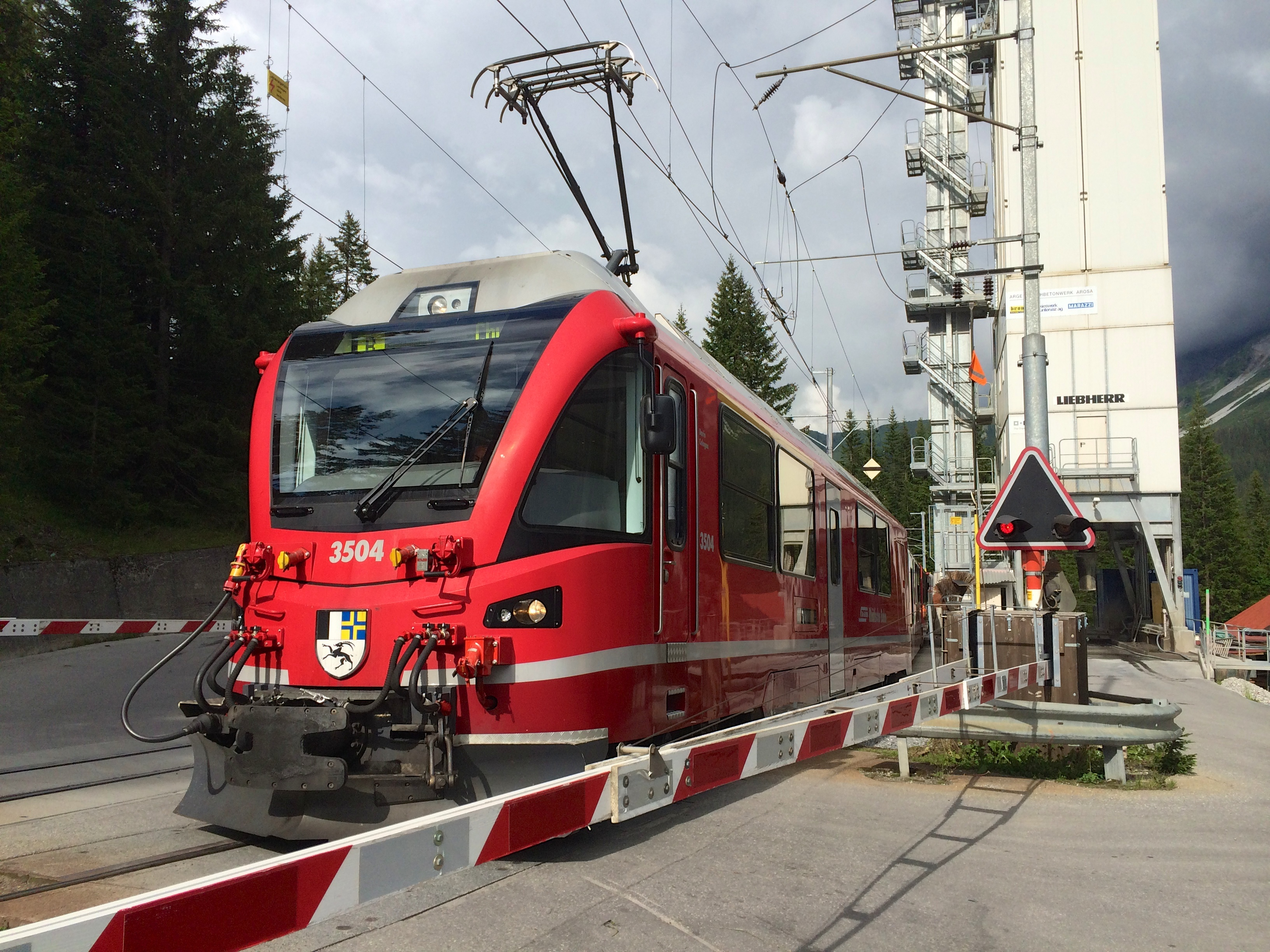
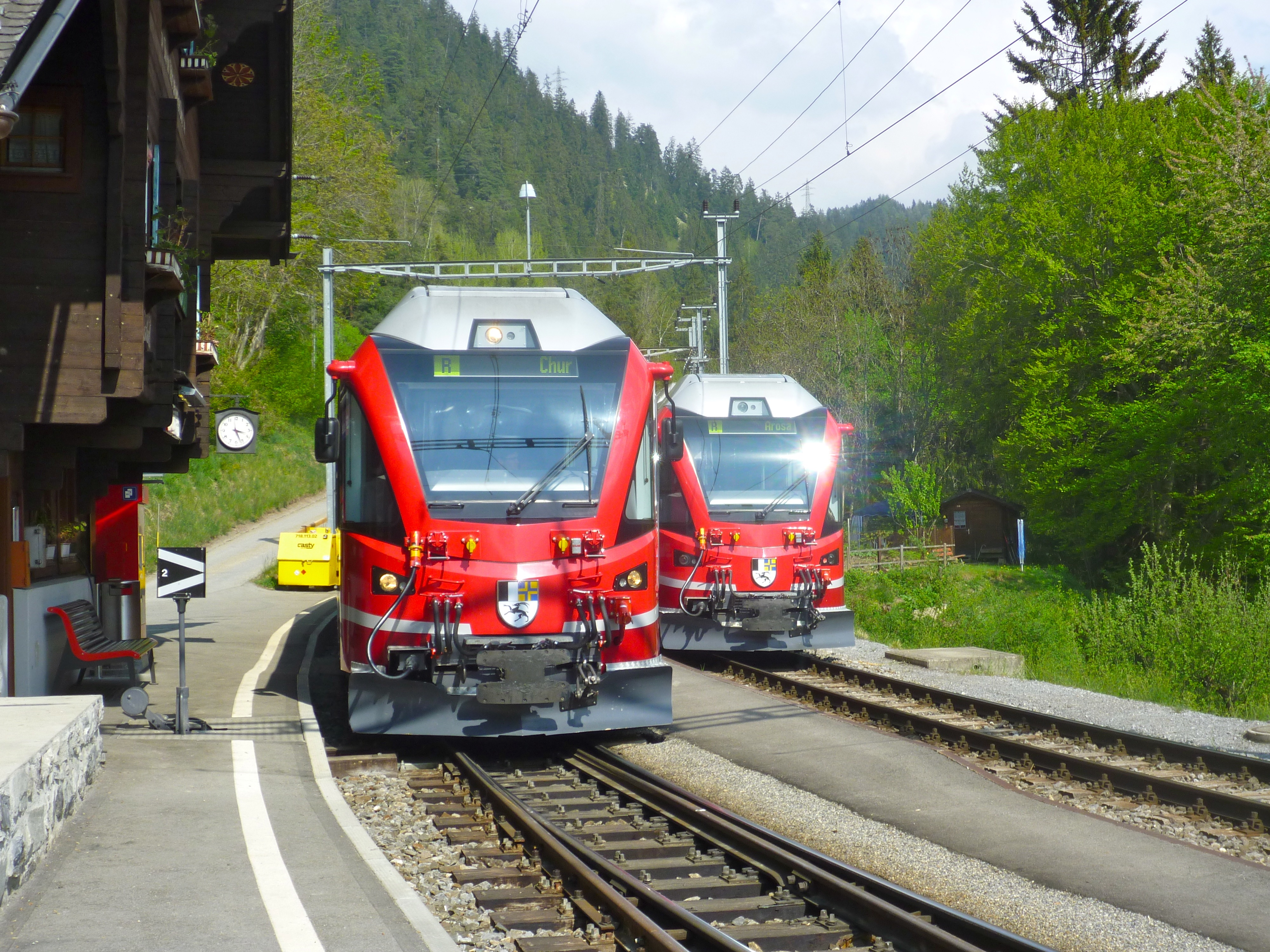
Allegra motorvonatok
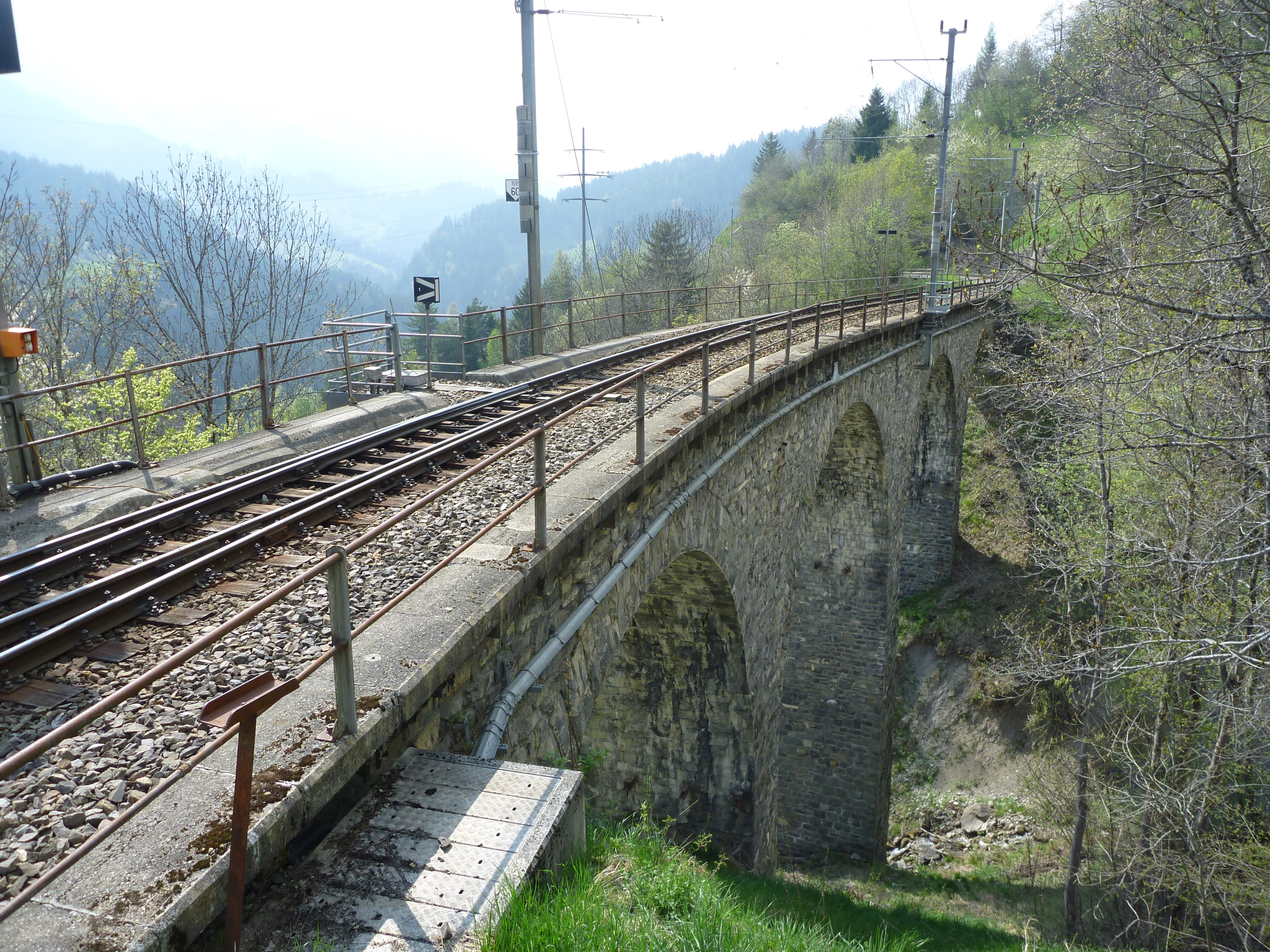
Viadukt a vonalon